# Langstaartroggen
Arhynchobatidae of langstaartroggen zijn een familie roggen (Batoidea).

## Taxonomie
De volgende geslachten zijn bij de familie ingedeeld:
- Familie: Arhynchobatidae (Langstaartroggen)
  - Geslacht: Arctoraja Ishiyama, 1958
  - Geslacht: Arhynchobatis Waite, 1909
  - Geslacht: Atlantoraja Menni, 1972
  - Geslacht: Bathyraja Ishiyama, 1958
  - Geslacht: Brochiraja Last & McEachran, 2006
  - Geslacht: Insentiraja Yearsley & Last, 1992
  - Geslacht: Irolita Whitley, 1931
  - Geslacht: Notoraja Ishiyama, 1958
  - Geslacht: Pavoraja Whitley, 1939
  - Geslacht: Psammobatis Günther, 1870
  - Geslacht: Pseudoraja Bigelow & Schroeder, 1954
  - Geslacht: Rhinoraja Ishiyama, 1952
  - Geslacht: Rioraja Whitley, 1939
  -  Geslacht: Sympterygia J. P. Müller and Henle, 1837